# Adam Putnam
Adam H. Putnam (Bartow, 31 luglio 1974) è un politico statunitense, membro della Camera dei Rappresentanti per lo stato della Florida dal 2001 al 2011.

## Biografia
Dopo gli studi all'Università della Florida, Putnam si dedicò alla politica e aderì al Partito Repubblicano; nel 1996 venne eletto all'interno della legislatura statale della Florida e vi rimase fino al 2000, anno in cui si candidò alla Camera dei Rappresentanti nazionale.
Putnam venne eletto senza problemi e riuscì a farsi riconfermare dai votanti per i successivi dieci anni. Al momento del suo approdo al Congresso, Putnam era il più giovane parlamentare di sempre, essendo stato eletto a soli ventisei anni.
Nel 2010 decise di non chiedere un sesto mandato alla Camera e si candidò alla carica di Commissario all'Agricoltura della Florida; Putnam vinse le elezioni con un buon margine, ottenendo così il posto.